# Битва при Араузіоні
Битва при Араузіоні — найбільша поразка римської армії від германців, що сталася 6 жовтня 105 до н. е. між містом Араузіоном і Роною. Щоб відкинути орди кімврів, тевтонів і їхніх союзників херусків, маркоманів, амбронів, тігурнів і, можливо, гельветів, що просувалися вглиб римських територій, туди був посланий експедиційний корпус з двох армій під командуванням проконсула Квінта Сервілія Цепіона і консула Гнея Маллія Максима. Ці армії через конфлікт очільників, спровокований, мабуть, зневагою Сервілія до Маллія як «нової людини», стали окремими таборами. Союзні германські і галльські племена очолював молодий вождь кімврів Бойоріг. Загальне їхнє число невідоме, але, мабуть, перевершувало чисельність римлян, а тим паче, що кімври і тевтони йшли на війну із сім'ями, возами і худобою.

## Перша битва
Перше зіткнення сталося, коли вексілляція легата Марка Аврелія Скавра була розбита авангардом германців. Захоплені мужністю Скавра, кімври запропонували йому приєднатися до них і навіть очолити один із загонів, однак він запропонував кімврам відступити, оскільки, за його словами, їм ніколи не перемогти римлян. Ці зухвалі слова розлютили варварів і Скавра спалили живцем. Максим тим часом вкотре запропонував Цепіону, чий табір знаходився за декілька миль, з'єднатися, але той знову відмовився й навіть більше того — переправився на лівий, південний берег Рони. Зустрівши основні сили супротивника, Бойоріг тимчасово зупинив наступ і навіть почав переговори з Максимом. Однак до компромісу прийти не вдалося, бо римляни відмовилися пропускати кімврів на південь Нарбоннської Галлії чи до Іспанії. Цепіон вирішив, що перемовини свідчать про невпевненість ворога і зважився на раптову атаку. Однак через непродумані дії та стійкість кімврів військо Цепіона було повністю розгромлене, римський табір залишився практично незахищеним і його було захоплено. Обозники, фуражири і невелика кількість легіонерів намагалася відступити до річки, де вони й загинули або від рук германців, або ж потонули у Роні, однак сам Цепіон встиг відплисти на човні.
За Гранієм Ліцініаном, що посилається на сучасника тих подій Рутілія Руфа, загинуло 70 тис. легіонерів і легкоозброєних піхотинців, що побічно свідчить про те, що всього було, мабуть, 4 легіони, штатна чисельність яких і число союзників були збільшені через попередні невдачі. За Лівієм (періоха LXVII, 1), загинуло 80 тис., а з урахуванням кінноти та обозників — бл. 112 тис. (найчастіше зустрічається ця цифра), a за Валерієм Анціатом — 120 тис., з них 40 тис. обозників.
«Вороги, захопивши обидва табори і величезну здобич, у ході якогось невідомого й небаченого священнодійства знищили все, чим опанували. Одежі були порвані і викинуті, золото і срібло скинуто в річку, військові панцирі порубані, кінські фалери покручені, самі коні скинуті в безодню, а люди повішені на деревах — в результаті ні переможець не насолодився нічим …, ні переможений не побачив ніякого милосердя», — писав Орозій.
Поразка мала серйозні в стратегічному плані наслідки: альпійські проходи, по інший бік яких стали кімври, залишилися незахищеними, в Римі, дорога на який була фактично відкрита, не було військ, через що всі жителі Італії, здатні нести зброю, присягнули не залишати країну. На щастя, ситуація, що склалася після битви при Аллії, коли був обложений Капітолій, не повторилася — кімври, з'єднавшись з підкореними ними арвернами, розділилися на 3 частини — перша під командуванням Бойоріга рушила через романізованих галлів до Іспанії, друга, очолювана Тевтободом, — теж в Іспанію, більш південним маршрутом, а третя, очолювана Геторігом, залишилася в центральній Галлії.
За ці фатальні помилки Цепіон після повернення в Рим був звинувачений народним трибуном Гаєм Норбаном у «розгромі власної армії» і насилу уникнув страти: він був позбавлений римського громадянства, його майно конфісковано, а сам був оштрафований на 15 тис. талантів золота і відправлений на заслання в малоазійську Смірну з ізоляцією від друзів і сім'ї (тим не менше, частина золота, награбованого під час взяття Толози, залишилася при ньому). Так само як і після Канн Сенат декретом оголосив траур.